# Pro Shinan Mahjong Tsuwamono 64: Jansō Battle ni Chōsen
Pro Shinan Mahjong Tsuwamono 64: Jansō Battle ni Chōsen est un jeu vidéo de mah-jong sorti en 1999 sur Nintendo 64 uniquement au Japon. Le jeu a été développé et édité par Culture Brain.